# 玖伟乡
玖伟乡，旧译纠文乡、竹文乡、玖尾乡、玖玮乡，是缅甸掸邦东部第四特区南板县下辖的一个乡。

## 地理
玖伟乡位于南板县东南部，西接勐索乡、勐康乡，北接帕罗乡，东、南与中国和老挝隔湄公河相望。

## 行政区划
玖伟乡下辖以下村寨：
- 玖伟村（ဂျိုဝေရွာ）
- 普玛村（ဖူမာရွာ）[5]
- 南玛村（နမ့်မာရွာ）[6]
- 当松村（တာဆွန်ရွာ）[7]
- 帕朗村（ဖါးလောင်းရွာ）[8]
- 帕沃村[9]
- 罗念村（လို့နှေးရွာ）
- 万利村（ဝမ်လိတ်ရွာ）[10]
- 阿先村（အားရှဲရွာ）[11]
- 大阿先村（အားရှဲရွာကြီး）[12][13]
- 南卡新寨（နာခါရွာသစ်）
- 南卡老寨（နာခါရွာဟောင်း）
- 亚豪新寨（ယားဟောင်ရွာသစ်）
- 亚豪老寨（ယားဟောင်ရွာဟောင်း）[14]